# Robert Lundström
Robert Lundström (Sundsvall, Suecia, 1 de noviembre de 1989) es un futbolista sueco. Juega de defensor y su equipo es el GIF Sundsvall de la Allsvenskan.

## Clubes
| Club          | País    | Año       |
| ------------- | ------- | --------- |
| GIF Sundsvall | Suecia  | 2009-2015 |
| Vålerenga     | Noruega | 2015-2017 |
| AIK Fotboll   | Suecia  | 2018-2020 |
| GIF Sundsvall | Suecia  | 2021-     |

## Palmarés

### Títulos nacionales
| Título      | Club        | País   | Año  |
| ----------- | ----------- | ------ | ---- |
| Allsvenskan | AIK Fotboll | Suecia | 2018 |